# Prvenstvo Hrvatske u hokeju na ledu 1938./39.
Prvenstvo Hrvatske u hokeju na ledu u sezoni 1938./39. Bilo je prvenstvo Savske banovine.
Prvenstvo je počelo u nedjelju. Favorit je bio zagrebački HAŠK koji je na državnom prvenstvu bio treći.
- 1. kolo
- Varaždin, Gradska gombaona: Slavija (Varaždin) - HAŠK